# Kanada i olympiska sommarspelen 1992
Kanada deltog i de olympiska sommarspelen 1992 med en trupp bestående av 295 deltagare, och totalt tog landet 18 medaljer.

## Boxning
Lätt flugvikt
- Domenic Figliomeni
  - Första omgången – Förlorade mot Tadahiro Sasaki (JPN), 3:5

Flugvikt
- Marty O'Donnell
  - Första omgången – Förlorade mot Robert Peden (AUS), 2:14

Fjädervikt
- Michael Strange
  - Första omgången – Förlorade mot Somluck Kamsing (THA), 9:11

Lättvikt
- William Irwin
  - Första omgången – Besegrade Alan Andrew Vaughan (GBR), RSC-3
  - Andra omgången – Förlorade mot Ronald Chavez (PHI), 1:8

Lätt weltervikt
- Mark Leduc →  Silver
  - Första omgången – Besegrade Godfrey Wakaabu (UGA), 9:2
  - Andra omgången – Besegrade Dillon Carew (GUY), 5:0
  - Kvartsfinal – Besegrade Laid Bouneb (ALG), 8:1
  - Semifinal – Besegrade Leonard Doroftei (ROM), 13:6
  - Final – Förlorade mot Héctor Vinent (CUB), 1:11

Lätt mellanvikt
- Raymond Downey
  - Första omgången – Förlorade mot Hendrik Simangunsong (INA), 5:12

Mellanvikt
- Chris Johnson →  Brons
  - Första omgången – Bye
  - Andra omgången – Besegrade Mohamed Siluvangi (ZAI), RSCH-3
  - Kvartsfinal – Besegrade Stefan Trendafilov (BUL), RSC-1
  - Semifinal – Förlorade mot Chris Byrd (USA), 3:17

Lätt tungvikt
- Robert Brown
  - Första omgången – Besegrade Damidin Zul (MGL), RSCH-2
  - Andra omgången – Förlorade mot Torsten May (GER), 1:7

Tungvikt
- Kirk Johnson
  - Första omgången – Bye
  - Andra omgången – Besegrade Joseph Akhasamba (KEN), RSC-2
  - Kvartsfinal – Förlorade mot David Izonritei (NGR), 5:9

Supertungvikt
- Tom Glesby
  - Första omgången – Bye
  - Andra omgången – Förlorade mot Roberto Balado (CUB), 2:16

## Bågskytte
Herrarnas individuella
- Claude Rousseau — Åttondelsfinal (→ 14:e plats) (1-1)
- Sylvain Cadieux — Rankningsrunda (→ 60:e plats) (0-0)
- Jeannot Robitaille — Rankningsrunda (→ 70:e plats) (0-0)

Herrarnas lagtävling
- Rousseau, Cadieux och Robitaille — Rankningsrunda (→ 19:e plats) (0-0)

## Cykling
Damernas linjelopp
- Alison Sydor
  - Final — 2:05:03 (→ 12:e plats)

- Kelly-Ann Way
  - Final — 2:05:03 (→ 31:e plats)

- Lena Hawkins
  - Final — 2:05:33 (→ 36:e plats)

## Friidrott
Herrarnas 100 meter
- Ben Johnson (15:e plats)
- Bruny Surin (4:e plats)

Herrarnas 200 meter
- Atlee Mahorn (20:e plats)
- Peter Ogilvie
- Anthony Wilson (31:e plats)

Herrarnas 400 meter
- Michael McLean (51:a plats)

Herrarnas 800 meter
- Freddie Williams (26:e plats)

Herrarnas 1 500 meter
- Graham Hood (9:e plats)

Herrarnas 5 000 meter
- Brendan Matthias (36:e plats)

Herrarnas 10 000 meter
- Paul Williams (DNP)

Herrarnas maraton
- Peter Maher (DNF)

Herrarnas 4 x 100 meter stafett
- Ben Johnson, Glenroy Gilbert, Atlee Mahorn och Bruny Surin

Herrarnas 4 x 400 meter stafett
- Mark Jackson, Anthony Wilson, Mark Graham och Frederick Williams
  - Heat — 3:04,69 (→ gick inte vidare)

Herrarnas 110 meter häck
- Mark McKoy

Herrarnas 400 meter häck
- Mark Jackson (19:e plats)

Herrarnas 3 000 meter hinder
- Graeme Fell (28:e plats)

Herrarnas 20 kilometer gång
- Guillaume LeBlanc
- Tim Berrett (14:e plats)

Herrarnas 50 kilometer gång
- Tim Berrett (DSQ)
- Guillaume LeBlanc (DSQ)

Herrarnas höjdhopp
- Alex Zaliauskas (27:e plats)

Herrarnas längdhopp
- Edrick Floreal (28:e plats)
- Glenroy Gilbert (DSQ)
- Ian James (20:e plats)

Herrarnas stavhopp
- Douglas Wood
  - Kval — 5,20 meter (→ gick inte vidare)

Herrarnas tresteg
- Oral O'Gilvie (inget resultat)

Herrarnas diskuskastning
- Ray Lazdins (21:e plats)

Herrarnas spjutkastning
- Stephen Feraday (29:e plats)

Herrarnas kulstötning
- Peter Dajia (25:e plats)

Herrarnas tiokamp
- Mike Smith – fullföljde inte (→ ingen placering)

Damernas 800 meter
- Charmaine Crooks – 1:58,55 (→ 10:e plats)

Damernas 1 500 meter
- Paula Schnurr – 4:04,80 (→ 13:e plats)
- Angela Chalmers – 4:04,87 (→ 14:e plats)
- Debbie Bowker – 4:12,50 (→ 22:e plats)

Damernas 3 000 meter
- Angela Chalmers – 8:47,22 (→  Brons)
- Robyn Meagher – 8:49,72 (→ 15:e plats)
- Leah Pells – 9:13,19 (→ 27:e plats)

Damernas 10 000 meter
- Carole Rouillard – 32:53,83 (→ 22:e plats)
- Lisa Harvey – 33:55,93 (→ 34:e plats)

Damernas 4 x 400 meter stafett
- Charmaine Crooks, Rosey Edeh, Camille Noel, Jillian Richardson – 3:25,20 (→ 4:e plats)

Damernas 100 meter häck
- Katie Anderson – 13,31 (→ 19:e plats)

Damernas 400 meter häck
- Rosey Edeh – 55,76 (→ 13:e plats)
- Donalda Duprey – 56,30 (→ 15:e plats)

Damernas 10 kilometer gång
- Tina Poitras – 46:50 (→ 21:e plats)
- Janice McCaffrey – 48:05 (→ 25:e plats)
- Pascale Grand – 49:14 (→ 29:e plats)

Damernas maraton
- Odette Lapierre – 2:46,18 (→ 19:e plats)
- Lizanne Bussieres – fullföljde inte (→ ingen placering)

## Fäktning
Herrarnas florett
- Benoît Giasson

Herrarnas värja
- Laurie Shong
- Danek Nowosielski
- Jean-Marc Chouinard

Herrarnas värja, lag
- Jean-Marc Chouinard, Alain Côté, Allan Francis, Danek Nowosielski, Laurie Shong

Herrarnas sabel
- Jean-Paul Banos
- Jean-Marie Banos
- Tony Plourde

Herrarnas sabel, lag
- Jean-Paul Banos, Jean-Marie Banos, Tony Plourde, Evens Gravel, Leszek Nowosielski

Damernas florett
- Thalie Tremblay
- Renée Aubin

Damernas florett, lag
- Thalie Tremblay, Renée Aubin, Hélène Bourdages, Shelley Steiner-Wetterberg, Marie-Françoise Hervieu

## Judo
Herrarnas extra lättvikt
- Ewan Beaton

Herrarnas halv lättvikt
- Jean-Pierre Cantin

Herrarnas lättvikt
- Roman Hatashita

Herrarnas mellanvikt
- Nicolas Gill

Herrarnas halv tungvikt
- Patrick Roberge

Damernas extra lättvikt
- Lyne Poirier

Damernas halv lättvikt
- Pascale Mainville

Damernas lättvikt
- Brigitte Lastrade

Damernas halv mellanvikt
- Michelle Buckingham

Damernas mellanvikt
- Sandra Greaves

Damernas halv tungvikt
- Alison Webb

Damernas tungvikt
- Jane Patterson

## Landhockey
Damer
Gruppspel
| Lag        | Spelade | W | D | L | GF | GA | GD | Poäng |
| ---------- | ------- | - | - | - | -- | -- | -- | ----- |
| Tyskland   | 3       | 2 | 1 | 0 | 7  | 2  | +5 | 5     |
| Spanien    | 3       | 2 | 1 | 0 | 5  | 3  | +2 | 5     |
| Australien | 3       | 1 | 0 | 2 | 2  | 2  | 0  | 2     |
| Kanada     | 3       | 0 | 0 | 3 | 1  | 8  | –7 | 0     |

## Modern femkamp
Herrarnas individuella tävling
- Ian Soellner
- Laurie Shong

## Segling
Herrarnas lechner
- Murray McCaig
  - Slutlig placering — 459,0 poäng (→ 44:e plats)

Damernas lechner
- Caroll-Ann Alie
  - Slutlig placering — 161,7 poäng (→ 14:e plats)

Damernas 470
- Penny Davis och Sarah McLean
  - Slutlig placering — 94,7 poäng (→ 11:e plats)

## Simhopp
Herrarnas 3 m
- Mark Rourke
  - Kval — 379,32 poäng
  - Final — 540,66 poäng (→ 11:e plats)
- David Bédard
  - Kval — 372,54 poäng (→ gick inte vidare, 12:e plats)

Herrarnas 10 m
- Bruno Fournier
  - Kval — 370,68 (→ gick inte vidare, 14:e plats)
- William Hayes
  - Kval — 324,39 (→ gick inte vidare, 21:a plats)

Damernas 3 m
- Mary DePiero
  - Kval — 278,76 poäng
  - Final — 449,49 poäng (→ 12:e plats)
- Evelyne Boisvert
  - Kval — 258,09 poäng (→ gick inte vidare, 21:a plats)

Damernas 10 m
- Paige Gordon
  - Kval — 283,11 poäng (→ gick inte vidare, 16:e plats)
- Anne Montminy
  - Kval — 282,42 poäng (→ gick inte vidare, 17:e plats)

## Tennis
Herrsingel
- Andrew Sznajder
  - Första omgången — Besegrade Benny Wijaya (Indonesien) 6-2, 6-4, 7-5
  - Andra omgången — Förlorade mot Jakob Hlasek (Schweiz) 6-4, 4-6, 3-6, 6-7

Herrdubbel
- Brian Gyetko och Sebastien LeBlanc
  - Första omgången — Besegrade Kenneth Carlsen och Frederik Fetterlein (Danmark) 6-3, 7-6, 7-6
  - Andra omgången — Förlorade mot Wayne Ferreira och Piet Norval (Sydafrika) 3-6, 6-7, 4-6

Damsingel
- Patricia Hy-Boulais
  - Första omgången — Besegrade Dally Randriantefy (Madagaskar) 6-2, 6-1
  - Andra omgången — Förlorade mot Mary Joe Fernandez (USA) 2-6, 6-1, 10-12

Damsingel
- Rene Simpson-Alter
  - Första omgången — Förlorade mot Kimiko Date (Japan) 5-7, 1-6

Damdubbel
- Patricia Hy-Boulais och Rene Simpson-Alter
  - Första omgången — Förlorade mot Isabelle Demongeot och Nathalie Tauziat (Frankrike) 6-3, 3-6, 2-6